# Spedizione di Algeri
La spedizione di Algeri fu una spedizione navale del 1541 ordinata da Carlo V d'Asburgo nel tentativo di espugnare la roccaforte dell'Impero ottomano ad Algeri. La missione, soprattutto a causa del maltempo, fu un fallimento disastroso.

## Contesto storico
Algeri era sotto il controllo dell'imperatore ottomano Solimano il Magnifico dopo la sua conquista nel 1529 da parte di Aredino Barbarossa. Barbarossa aveva poi lasciato Algeri nel 1535 per essere nominato Alto Ammiraglio dell'Impero Ottomano a Costantinopoli ed era stato sostituito nella carica di governatore da Hassan Agha, un eunuco e rinnegato di Sardegna. Sui mari, Hassan aveva al suo servizio i famosi comandanti ottomani Dragut, Salih Reis e Sinan.
Carlo V fece notevoli preparativi per la spedizione contro Algeri volendo ottenere vendetta per il recente assedio di Buda del 1541, ma la sua flotta fu gravemente danneggiata da una tempesta, costringendolo ad abbandonare l'impresa.

## Spedizione
Carlo V intraprese la campagna molto tardi nella stagione, il 28 settembre 1541, a causa di problemi in Germania e nelle Fiandre. La flotta venne riunita nella baia di Palma di Maiorca. Era composta da più di 500 navi e 24 000 uomini.
Dopo aver sopportato un clima difficile, la flotta giunse davanti ad Algeri il 19 ottobre. Andrea Doria e altri grandi comandanti accompagnarono Carlo V in questa spedizione; tra questi era Hernán Cortés, il conquistatore del Messico, anche se non fu mai ammesso al Consiglio di Guerra.
Le truppe spagnole, tedesche e italiane, accompagnate da 150 cavalieri di Malta, cominciarono lo sbarco il 23 ottobre respingendo l'opposizione algerina e circondarono ben presto la città, fatta eccezione per la parte settentrionale. Carlo stabilì il suo quartier generale su un promontorio circondato dalle truppe tedesche.
Il destino della città sembrava ormai segnato, ma il giorno successivo il tempo peggiorò con fortissime piogge. Molte galee persero le loro ancore e 15 vennero spinte verso terra e andarono distrutte. Altre 33 caracche affondarono, mentre molte altre andarono disperse. Mentre altre truppe stavano tentando di sbarcare, gli algerini iniziarono ad effettuare delle sortite massacrando i nuovi arrivati. Carlo V fu circondato e venne salvato solo dalla resistenza del Cavalieri di Malta.
Andrea Doria cercò di trovare un riparo per la flotta a Capo Matifu, a otto chilometri ad est di Algeri. Obbligò Carlo V ad abbandonare la sua posizione e ad unirsi a lui a Matifu, manovra che Carlo poté effettuare con grande difficoltà. Da lì, ancora oppresse dal maltempo, le truppe restanti navigarono verso Bougie, a quel tempo ancora porto spagnolo. 
Carlo poté ripartire soltanto il 23 novembre e finalmente giunse a Cartagena, nel sud-est della Spagna, il 3 dicembre.
Le perdite furono terribili: diciassette galee e centotrenta caracche andarono perse ed un numero incalcolabile di morti tra marinai e soldati.

## Conseguenze
Il disastro indebolì notevolmente gli spagnoli, e Hassan Agha colse l'occasione per attaccare Mers-el-Kébir, il porto della base spagnola di Orano, nel luglio del 1542.